# Heelflip
L'heelflip è una manovra dello skateboard messa a punto dallo skater professionista Rodney Mullen nel 1982. Consiste in un kickflip eseguito al contrario, in cui lo skateboard ruota verso avanti.
Steve Berra fu il primo ad eseguirlo in vert.

## Caratteristiche
Per eseguire un heelflip, bisogna posizionare i piedi in modo che quello anteriore (sinistro o destro a seconda dei casi) si trovi leggermente "fuori" dal bordo della tavola, mentre quello posteriore sia leggermente più indietro rispetto alla posizione richiesta per un ollie (il "salto"). Appena si comincia il salto, si deve far scivolare il piede anteriore, scalciandolo verso l'esterno.
Lo skater impegnato in questa manovra deve porre attenzione a non "scalciare" troppo; altrimenti, potrebbe non esserci abbastanza tempo affinché il piede anteriore ritorni indietro per fermare lo skateboard.